# Puebla del Prior
Puebla del Prior és un municipi de la província de Badajoz, a la comunitat autònoma d'Extremadura.